# Ivan Stević
Ivan Stević (serbisch-kyrillisch Иван Стевић; * 12. März 1980 in Belgrad) ist ein ehemaliger serbischer Radrennfahrer.

## Karriere
Bereits in der Altersklasse U23 konnte Ivan Stević einige gute Ergebnisse herausfahren und auch bei Rennen der Eliteklasse auf sich aufmerksam machen; beispielsweise wurde er 2002 zweimal Zweiter auf Etappen der Serbien-Rundfahrt und platzierte sich 2003 und 2004 mehrmals auf dem Podium bei Etappen des Giro Ciclistico d’Italia. Seine herausragenden Ergebnisse aus dieser Zeit stammen aus der Saison 2003, als er serbisch-montenegrinischer Meister im Straßenrennen und Zweiter im Straßenrennen bei der B-Weltmeisterschaft in Aigle werden konnte.
Im Jahr 2005 erhielt er seinen ersten Vertrag bei einem internationalen Radsportteam, dem serbisch-montenegrinischen Continental Team Aerospace Engineering Pro Equipe. Er gewann erneut den nationalen Meistertitel im Straßenrennen und jeweils eine Etappe bei den Paths of King Nikola, des Sea Otter Classic und der Serbien-Rundfahrt. 2006 wechselte er zum US-amerikanischen Continental Team Toyota-United Pro Cycling Team und wurde in diesem Jahr serbischer Meister im Straßenrennen. Bei der Tour de Georgia 2007 entschied er eine Etappe für sich und siegte er im Straßenrennen der B-Weltmeisterschaften. In den Jahren ab 2009 fuhr er wieder in europäischen Teams und wurde in dieser Zeit fünfmal serbischer Meister: 2009, 2013 und 2015 im Straßenrennen, 2010 im Kriterium und 2012 im Einzelzeitfahren. Außerdem gewann er unter anderem die Serbien-Rundfahrt 2011 und 2013 sowie den Grand Prix of Sochi 2012. Bei den Balkan-Meisterschaften 2009 gewann er das Straßenrennen.
Viermal – 2004, 2008, 2012 und 2016 – startete Stević bei Olympischen Spielen im Straßenrennen, konnte aber keine vordere Platzierung erreichen. 2016 beendete er seine Radsportlaufbahn.

## Erfolge
2003
- Serbisch-montenegrinischer Meister – Straßenrennen

2004
- eine Etappe Giro della Provincia di Cosenza

2005
- eine Etappe Paths of King Nikola
- eine Etappe Sea Otter Classic
- eine Etappe Serbien-Rundfahrt
- Serbisch-montenegrinischer Meister – Straßenrennen
- Tobago Cycling Classic

2006
- Serbischer Meister – Straßenrennen

2007
- eine Etappe Tour de Georgia 2007
- B-Weltmeister – Straßenrennen

2009
- Classic Beograd-Cacak
- Serbischer Meister – Straßenrennen

2010
- Serbischer Meister – Kriterium
- eine Etappe Tour of Bulgaria

2011
- Mayor Cup
- Gesamtwertung Serbien-Rundfahrt

2012
- Grand Prix of Sochi
- eine Etappe Five Rings of Moscow
- Serbischer Meister – Einzelzeitfahren

2013
- Gesamtwertung Serbien-Rundfahrt
- Serbischer Meister – Straßenrennen

2014
- Banja Luka-Belgrade II

2015
- Serbischer Meister – Straßenrennen
- eine Etappe Bulgarien-Rundfahrt
- eine Etappe Tour of Mevlana

## Teams
- 2005 Aerospace Engineering Pro Equipe
- 2006 Toyota-United Pro Cycling Team
- 2007 Toyota-United Pro Cycling Team
- 2008 Toyota-United Pro Cycling Team
- 2009 Partizan Beograd
- 2010 Partizan Srbija
- 2011 Partizan Powermove
- 2012 Salcano-Arnavutköy
- 2013 Tusnad Cycling Team
- 2014 Tusnad Cycling Team (bis 24. Juni)
- 2014 Racing Cycles-Kastro Team (ab 25. Juni)
- 2015 Start-Vaxes Cycling Team